# Point chaud d'Australie orientale
Le point chaud d'Australie orientale, en anglais East Australia hotspot, est un point chaud situé dans le sud-est et l'est de l'Australie.

## Description et impacts

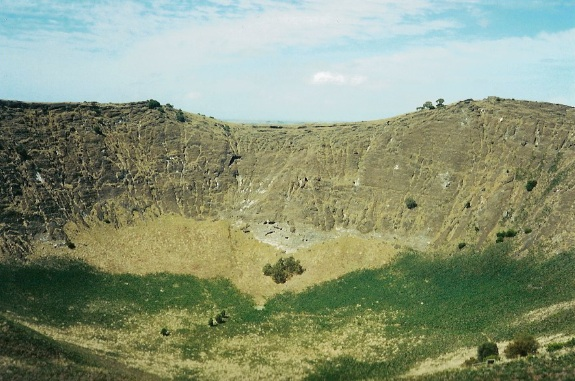
Le cratère du mont Schank.

Il est à l'origine du volcanisme ayant donné naissance aux volcans de cette partie de l'Australie comme le volcan Tweed, un volcan bouclier né il y a environ 23 millions d'années et qui possède l'une des plus grandes caldeiras au monde. 
Les formations volcaniques les plus récentes remontent à 5 000 ans avec les éruptions des volcans mont Schank, mont Gambier et mont Napier dans la Newer Volcanics Province. Cependant, ces volcans ne sont pas disposés en alignement comme à Hawaï mais rassemblés en champs volcaniques.
Contrairement à la plupart des volcans de point chaud, ceux d'Australie orientale n'ont pas connu des éruptions effusives mais explosives en raison de l'interaction entre le magma et l'eau des nappes phréatiques donnant des éruptions phréato-magmatiques.